# Discovery Channel (wielerploeg)/2005
Deze pagina geeft een overzicht van de wielerploeg Discovery Channel in 2005.
| Naam                     | Geboortedatum | Nationaliteit       | Ploeg 2004      |
| ------------------------ | ------------- | ------------------- | --------------- |
| Lance Armstrong*         | 18-09-1971    | Verenigde Staten    |                 |
| José Azevedo             | 19-09-1973    | Portugal            |                 |
| Michael Barry            | 18-12-1975    | Canada              |                 |
| Manuel Beltrán           | 28-05-1971    | Spanje              |                 |
| Fumiyuki Beppu           | 10-04-1983    | Japan               | espoirs         |
| Volodymyr Bileka         | 06-02-1979    | Oekraïne            | Landbouwkrediet |
| Michael Creed            | 08-01-1981    | Verenigde Staten    |                 |
| Antonio Cruz             | 31-10-1971    | Verenigde Staten    |                 |
| Tom Danielson            | 13-03-1978    | Verenigde Staten    | Fassa Bortolo   |
| Stijn Devolder           | 29-08-1979    | België              |                 |
| Vjatsjeslav Jekimov      | 04-02-1966    | Rusland             |                 |
| Roger Hammond            | 30-01-1974    | Verenigd Koninkrijk | MrBookmaker.com |
| Ryder Hesjedal           | 09-12-1980    | Canada              |                 |
| George Hincapie          | 29-06-1973    | Verenigde Staten    |                 |
| Leif Hoste               | 17-07-1977    | België              | Lotto - Domo    |
| Benoît Joachim           | 14-01-1976    | Luxemburg           |                 |
| Jonathan Patrick McCarty | 24-01-1982    | Verenigde Staten    |                 |
| Jason McCartney          | 03-09-1973    | Verenigde Staten    |                 |
| Gennadi Michajlov        | 08-02-1974    | Rusland             |                 |
| Benjamín Noval           | 23-01-1979    | Spanje              |                 |
| Pavel Padrnos            | 17-12-1970    | Tsjechië            |                 |
| Jaroslav Popovytsj       | 04-01-1980    | Oekraïne            | Landbouwkrediet |
| Hayden Roulston          | 10-01-1981    | Nieuw-Zeeland       | Cofidis         |
| José Luis Rubiera        | 27-01-1973    | Spanje              |                 |
| Paolo Savoldelli         | 07-05-1973    | Italië              | T-Mobile Team   |
| Jurgen Van den Broeck    | 01-02-1983    | België              |                 |
| Max van Heeswijk         | 02-03-1973    | Nederland           |                 |

*Lance Armstrong stopte na de Ronde van Frankrijk 2005 met wielrennen.
1992 · 1993 · 1994 · 1995 · 1996 · 1997 · 1998 · 1999 · 2000 · 2001 · 2002 · 2003 · 2004 · 2005 · 2006 · 2007
Bouygues Télécom · Cofidis, Le Crédit par Téléphone · Crédit Agricole · Team CSC · Davitamon - Lotto · Discovery Channel Pro Cycling Team · Domina Vacanze · Euskaltel - Euskadi · Fassa Bortolo · La Française des Jeux · Team Gerolsteiner · Illes Balears - Caisse D'Espargne · Lampre - Caffita · Liberty Seguros - Würth Team · Liquigas - Bianchi · Phonak Hearing Systems · Quick Step - Innergetic · Rabobank · Saunier Duval - Prodir · T-Mobile Team